# 圣哈辛托战役
圣哈辛托战役（英語：Battle of San Jacinto）于1836年4月21日发生在今美国德克萨斯州哈里斯县，该战役是得克萨斯独立的决定性战役。在山姆·休士頓将军的率领下，得克萨斯军队仅仅用18分钟就击败了安东尼奥·洛佩斯·德·桑塔·安纳将军率领的墨西哥军队。几百名墨西哥军人死亡或被俘虏，而得克萨斯一方仅伤亡39人。
墨西哥軍主帥桑塔·安纳于次日被捕，成为战俘。不久，他签订了停火协议并下令墨西哥军队撤出该区域，为得克萨斯共和国的成立铺平了道路。